# Hyalurga ergolis
Hyalurga ergolis là một loài bướm đêm thuộc phân họ Arctiinae, họ Erebidae.